# 烏什科維奇
49°38′31″N 24°32′48″E / 49.64194°N 24.54667°E
烏什科維奇（烏克蘭語：Ушковичі），是烏克蘭西部的村莊，隸屬利維夫州的利維夫區。該村處於波吉布利齊亞河畔，面積3.68平方公里，2001年人口555。